# مايرا دياس
مايرا بينيتا ألفيس دياس (بالبرتغالية: Mayra Dias‏) مِن مواليد 28 أيلول/سبتمبر 1991، هي صحفيّة وعارِضة أزياء برازيليّة زادت شُهرتها بعدما تُوجت بلقب ملكة جمال البرازيل في 26 أيار/مايو 2018 لتُصبح ثاني ممثلة عن ولاية الأمازون تظفرُ بهذا اللقب. مثلت مايرا دياس دولتها البرازيل في مُسابقة ملكة جمال الكون عام 2018.

## الحياة المُبكّرة
وُلدت دياس في اتاكواتيار بِالمناطق الداخلية من ولاية الأمازون لكنّ أصولها تعودُ للقارة الأوروبيّة وكذا الشعوب الأصلية في البرازيل.

## المسيرة المهنية

### ملكة جمال ولاية الأمازون 2015
تُوّجت دياس بلقبِ ملكة جمال ولاية الأمازون لعام 2015 مما مكنها منَ المنافسة في مسابقة ملكة جمال البرازيل عام 2015 في فلوريانوبوليس.

### ملكة جمال البرازيل 2015
مثّلت دياس ولاية الأمازون في مُسابقة ملكة جمال البرازيل لعام 2015 وبالرغمِ من عدم نيلها اللقب إلّا أنّها صُنفت ضمنَ أجمل عشرون آنسة في البرازيل في تلكَ السنة.

### مسابقة رينا 2016
شاركت دياس في مسابقة رينا لعام 2016 وقد تمكّنت من الوصول للنّهاية بعدما أقصت في طريقها 22 حسناء أخرى. أُقيم النّهائي في سانتا كروز دي لا سييرا يوم 5 تشرين الثاني/نوفمبر 2016 فحلت في الوصافة بعدَ كاميلا سوليب من كولومبيا التي فازت باللقب.

### ملكة جمال البرازيل 2018
مثلت دياس مُجددًا ولاية الأمازون في مسابقة ملكة جمال البرازيل 2018 التي عُقدت في ريو سنترو بريو دي جانيرو في 26 أيار/مايو 2018. شارك في المسابقة 27 حسناء ونجحت مايرا في نيلِ اللقب الوطني منتزعةً بذلك إياه من الحسناء الأخرى موناليزا ألكانتارا التي كانت قد تُوجت به في نسخة 2017.

### ملكة جمال الكون عام 2018
مثلت دياس دولتها البرازيل في مسابقة ملكة جمال الكون عام 2018 التي أُقيمت في بانكوك بدولة تايلاند وعلى الرغم من أنّها لم تنل اللقب إلًا أنّها حلّت ضمنَ أجمال عشر نساء على المُستوى الكوني.